# Pavel Sitko
Pavel Valer'evič Sitko (in bielorusso Павел Валер'евіч Сітко?; Rėčyca, 17 dicembre 1985) è un ex calciatore bielorusso, di ruolo centrocampista.

## Carriera

### Club
Durante la sua carriera ha giocato con varie squadre di club, tra cui lo Šachcër Salihorsk, in cui ha militato dal 2009 al 2013.